# Orel rybožravý
Orel rybožravý (Haliaeetus humilis) je dravý pták z čeledi jestřábovití (Accipitridae). Vyskytuje se v orientální oblasti.

## Systematika
Orla rybožravého roku 1841 popsala dvojice německých přírodovědců Salomon Müller a Hermann Schlegel, a sice pod vědeckým jménem Falco (Pandion) humilis.
Orel rybožravý se řadí do čeledi jestřábovití (Accipitridae) a v rámci ní do rodu Haliaeetus. Lze se nicméně setkat i s taxonomií v rámci rodu Ichthyophaga (jiným přepisem Icthyophaga). Ten tradičně zahrnoval orla rybožravého společně s orlem šedohlavým (Haliaeetus ichthyaetus), nicméně podle fylogenetické studie z roku 2005 je takto vymezený rod Ichthyophaga pouhou vnitřní skupinou v rámci ostatních orlů rodu Haliaeetus.
Orel rybožravý vytváří dva poddruhy, které se liší velikostí:
- Haliaeetus humilis humilis (Müller & Schlegel, 1841)
- Haliaeetus humilis plumbea (Jerdon, 1871)

## Výskyt
Orel rybožravý je ptákem orientální oblasti. Vyskytuje se od Indie (podhůři Himálaje a severovýchodní část země, malá populace pak přežívá na jihu ve státě Karnátaka) přes poloostrov Zadní Indie a pevninskou část Malajského poloostrova až po ostrovy Malajského souostroví (Borneo, Sumatra, Sulawesi či Moluky, jako je Buru). Poddruh H. h. plumbeus je rozšířen v pevninské Asii až po Malajský poloostrov, zatímco H. h. humilis žije na Malajském poloostrově a v Malajském souostroví.

## Popis

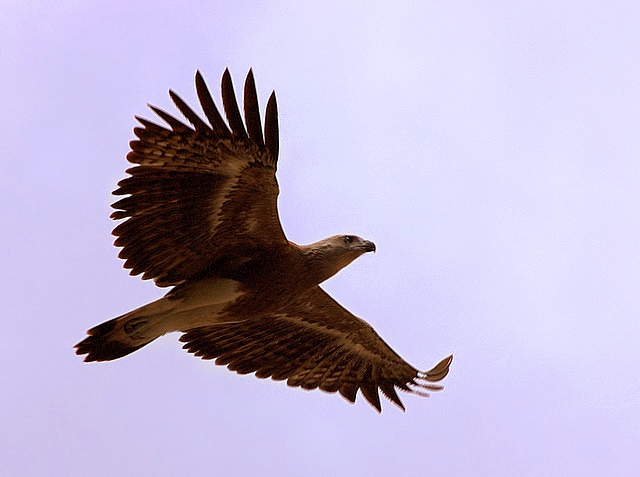
Jedinec v letu

Orel rybožravý je menší druh orla, dosahuje velikosti 51–64 cm. Samice bývají obvykle o něco větší než samci, ačkoli pohlavní dimorfismus není příliš výrazný. Orel rybožravý se vyznačuje podlouhlým krkem, malou hlavou (leč mohutným zobákem), nepříliš dlouhými křídly, krátkým zaobleným ocasem a krátkými končetinami. Zahnuté pařáty jsou adaptovány pro lov ryb.
Zbarvení je na svrchních partiích převážně šedohnědé, byť letky křídel mají černé zbarvení a hlava může být zdobena černým proužkováním. Hruď má hnědé zbarvení, břicho a stehna jsou bílá. Končetiny jsou neopeřené, bílé až světle namodralé. Oči jsou žluté, ozobí šedavé. Nedospělí jedinci vypadají podobně jako dospělci, ale jejich opeření je mnohem světlejší, zvláště na spodních partiích. Liší se rovněž zbarvením očí, které je v jejich případech hnědé.
Orla rybožravého lze zaměnit s orlem šedohlavým, nicméně ve srovnání s ním je menší a má celistvě tmavý ocas (byť s bělavým skvrnitým vzorem na základně). Oba druhy lze od sebe odlišit také na základě vokálního projevu. Orel rybožravý se ozývá hlasitými výkřiky hak! hak!, zatímco orel šedohlavý spíše u-wak! u-wak! u-wak!.

## Chování a ekologie

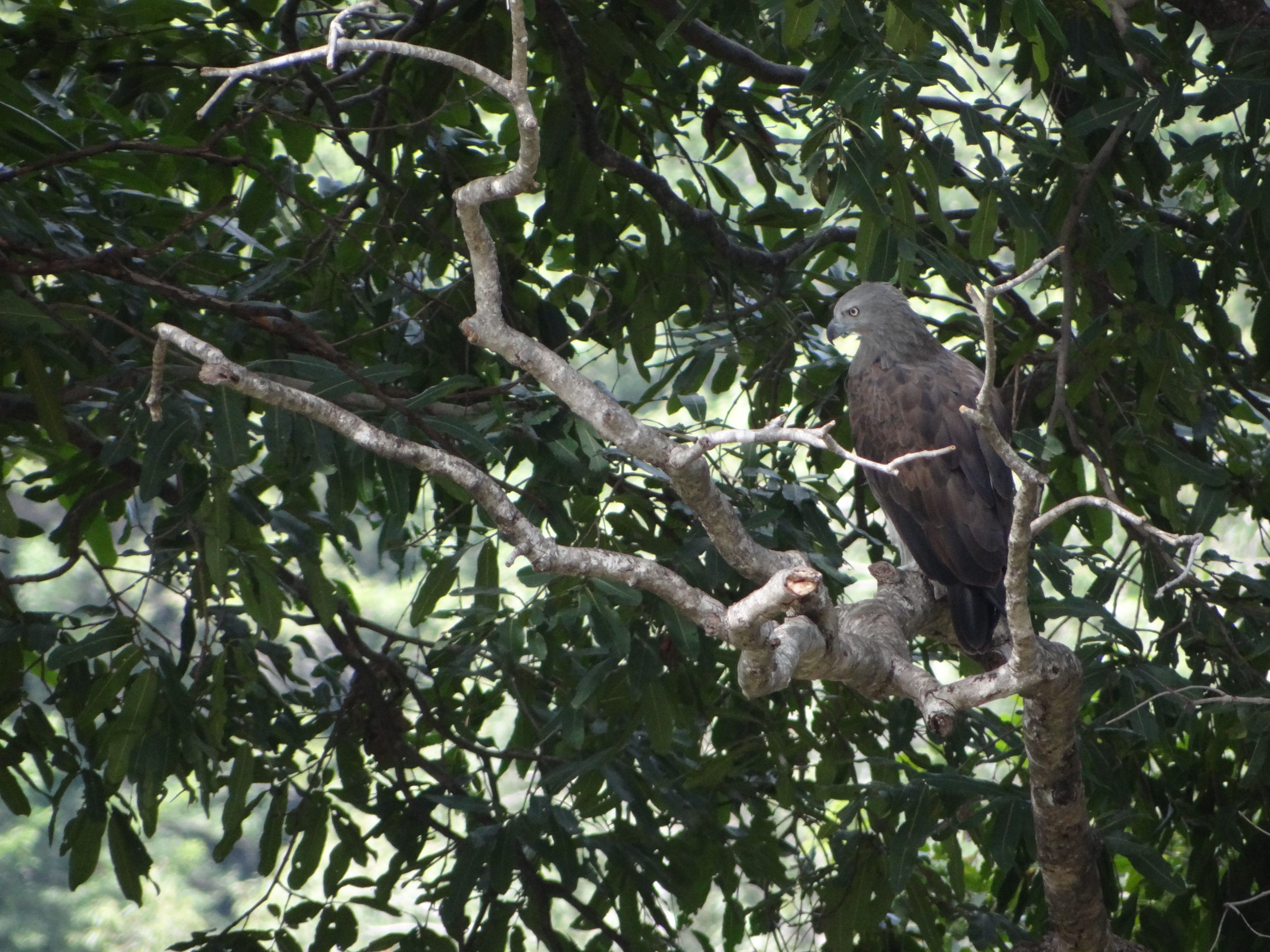
Orel rybožravý u povodí řeky Kávérí v Indii

Orel rybožravý obvykle žije v zalesněných oblastech u horských potoků a rychle tekoucích řek, v menší míře také u zalesněných jezer, vzácněji v otevřenější krajině. Typicky se vyskytuje do nadmořské výšky asi 1 000 metrů. Byl však pozorován i ve výše položených oblastech, v Nepálu dokonce v nadmořské výšce 4 250 metrů – naproti tomu v Indonésii může lokálně osidlovat lokality až po úroveň mořské hladiny. Ve volné přírodě lze většinou pozorovat samotářské jedince, kteří v klidu hřadují na větvích stromů poblíž vodního zdroje. Při lovu orli rybožraví létají nízko nad vodou, pomalu, ale pravidelně mávají křídly a pátrají po kořisti pod sebou. Uchvacují ryby, jež se příliš přibliží k vodní hladině.
Období rozmnožování se liší podle geografické polohy: zatímco v severní Indii a Nepálu orli hnízdí mezi březnem a srpnem, v Barmě probíhá hnízdění od listopadu do dubna. Hnízdo je mohutná stavba z klacků, může mít až přes 100 cm v průměru a pokud je využíváno opakovaně, jeho hloubka může činit až 150 cm. Orli si jej staví na vysokých stromech blízko vodního zdroje, výstelku tvoří listí. Samice do hnízda snese dvě až čtyři vajíčka, o vývoji mláďat však nebylo získáno dostatečné množství informací.

## Ohrožení
Mezinárodní svaz ochrany přírody (IUCN) ve svém vyhodnocení stavu ohrožení z roku 2016 považuje orla rybožravého za téměř ohrožený druh, především v důsledku pokračující ztráty lesních stanovišť, znečišťování vodních toků a nadměrného rybolovu. Celkovou velikost populace IUCN odhaduje na 10 000 až 50 000 dospělých jedinců.